# چکاوک اش
چکاوک اش (نام علمی: Mirafra ashi) نام یک گونه از سرده جل‌ها است.

## طبقه بندی و سیستماتیک
نام رایج این پرنده و دو جمله ای لاتین به یاد پرنده شناس بریتانیایی جان سیدنی اش می باشد.

## رفتار و بوم شناسی
رفتار معمولی این حیوان این است که قبل از نشستن بر روی یک چنار در زمین لخت بین دسته‌های علف دویدن. از دست دادن زیستگاه برای توسعه ساحلی تهدید می شود.در حال حاضر، اطلاعات کمی از روابط اکولوژیکی چکاوک اش وجود دارد.